# 弁天島 (下田市)
弁天島（べんてんじま）は静岡県の下田港（下田市）の港内にある島。下田市柿崎地区の沖にあり、柿崎弁天島とも呼ばれる。静岡県の天然記念物、下田市の史跡の指定を受けている。
かつては湾内に浮かぶ島だったが、防波堤によって接続されており、道路が通じて地続きになっている。

## 地質と斜交層理

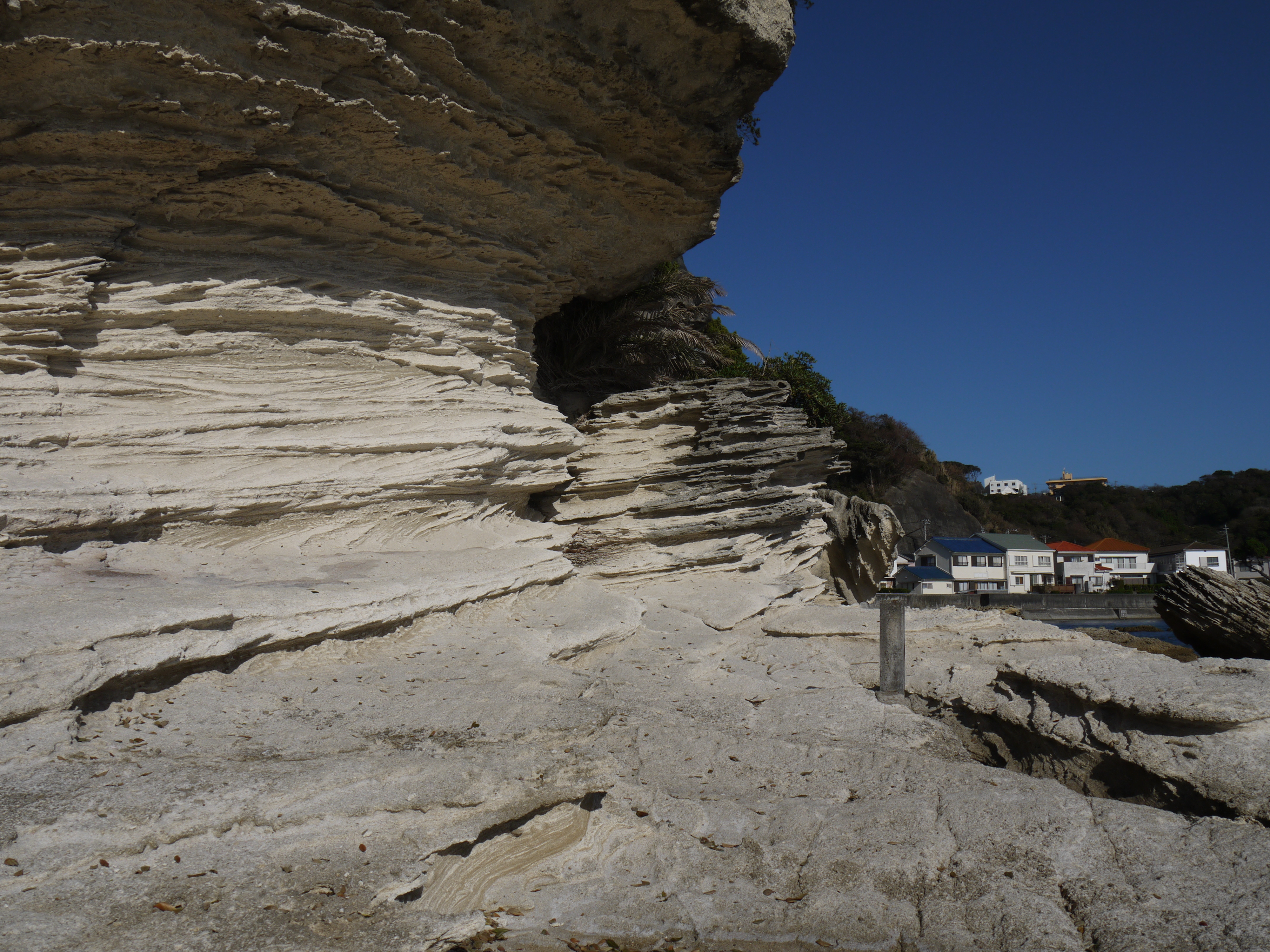
弁天島の斜交層理

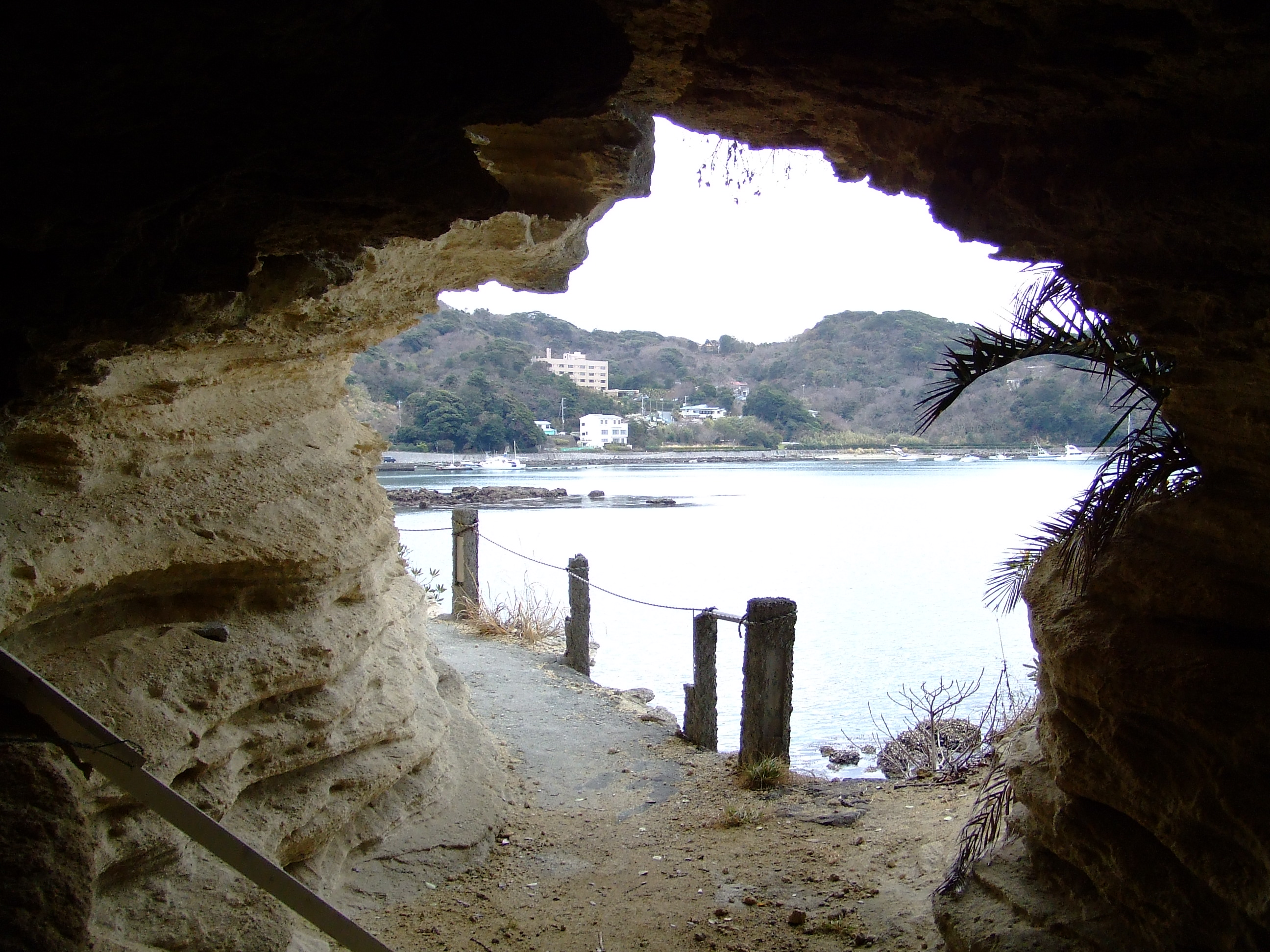
島内の洞穴

弁天島のある伊豆半島は、日本列島の中では特異なルーツをもっていて、フィリピン海プレートに乗って数千万年かけて北へ移動してきたものである。もともとは海底火山であり、その火山噴出物が海底で堆積、隆起、侵食されて沈降を繰り返しながら形成された。こうした地層のうち、最古期のものを仁科層群、その次代（中新世、概ね2000万年前から）のものを湯ヶ島層群と呼んでいる。湯ヶ島層群によって形成された古伊豆半島が1000万年前頃から500万年前（鮮新世）にかけて再び海底に沈み、その上に新たな海底火山による火山灰や軽石の地層が形成された。この地層は下田市の白浜海岸付近で顕著に観察されることから白浜層群と呼ばれる。
弁天島の周囲も白浜層群に属する。数百万年前、南方から北へ移動してきた伊豆半島は、本州に衝突して隆起をはじめた。弁天島の一帯もこのとき小高い山となった。これが水流による侵食を受け、島となった。
島の外縁の露頭では、崖の面に、特徴的な、はっきりした筋状の縞模様を観察することができる。この縞模様は、火山噴出物の堆積に伴って形成された本来の層構造（層理）ではなく、波や海流が地層を侵食するときに削ってできたもので、「偽層」（偽層理）と呼ばれる。本来の地層とは交差していることから「斜交層理」とも呼ばれる。
斜交層理は、生成された時代の海流の方向や、海深を推定する根拠となる。また、弁天島の斜交層理の露頭では、この地層が海底で堆積した時期に生物が海底を這い回った痕跡を化石として観察することもできる。こうしたことから弁天島を含む周辺の斜交層理は静岡県の天然記念物に指定されている。

## 踏海の企跡

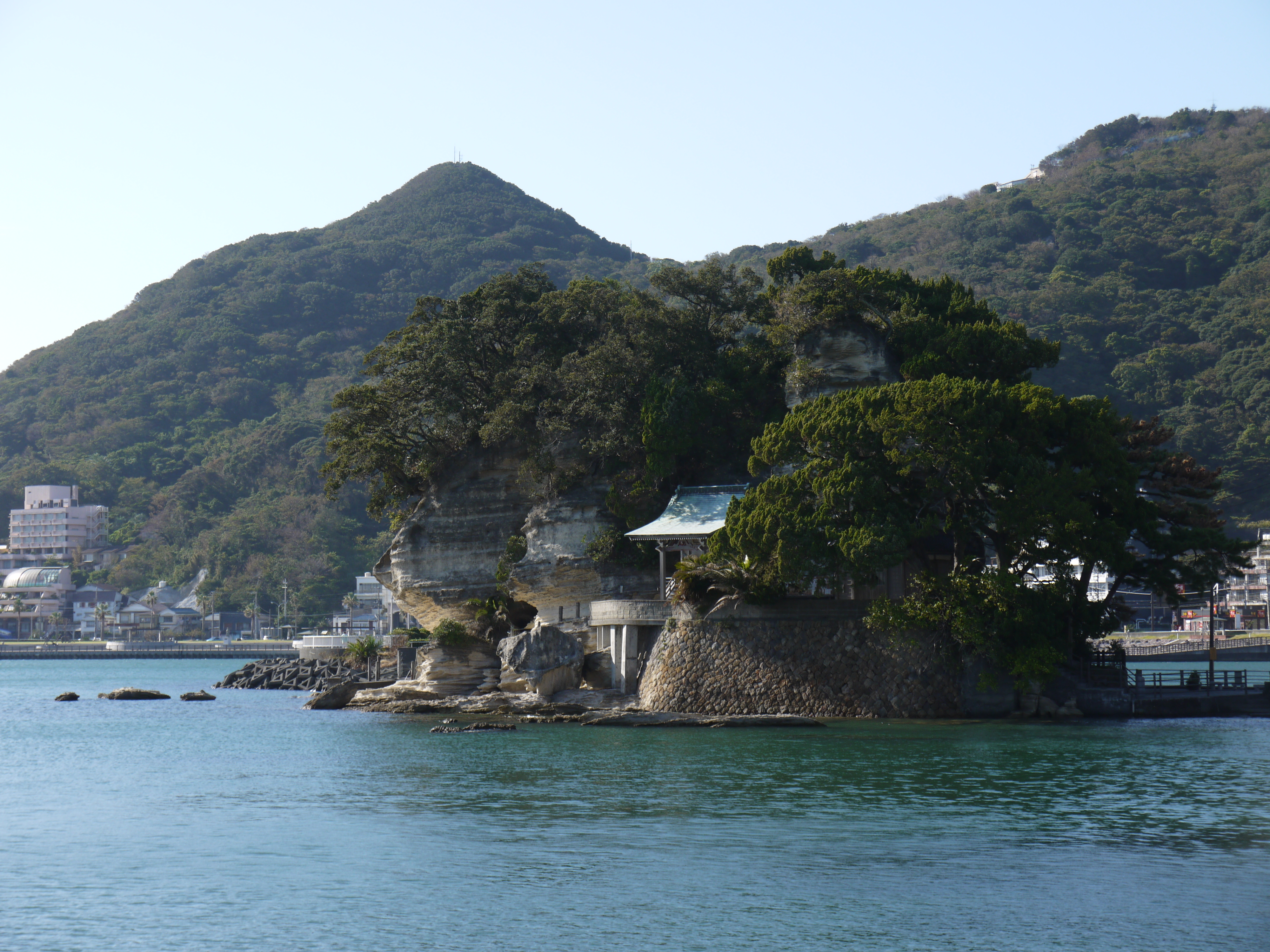
島の全景

1854年（嘉永7年）、日米和親条約締結のため、ペリー提督が2度めの来日を果たし、下田港に入った。幕末の志士吉田松陰は、黒船に密航して渡米しようと企て、金子重之輔を伴って下田へやってきた。
彼らは弁天島の祠に隠れて夜を待ち、暗くなると小舟で黒船へ接近を試みた。しかし1度目は天候が悪く、諦めた。2度めの挑戦となった3月27日の深夜、ペリーのポーハタン号に接触することに成功した。しかしペリーは江戸幕府との外交交渉に差し障ると考え、松蔭らには面会もせず追い返し、部下に命じて艦隊のボートで送り返させた。
松蔭らは乗ってきた小舟に荷物を置いたままにしていて、それが流されて下田の柿崎村に漂着した。こと此処に及び、密航失敗が露見するのも時間の問題と考えた松蔭は柿崎村の名主のもとに出頭し、番所へ連行された。その後、吉田松蔭と金子重之輔は江戸で投獄され、国許蟄居を命じられて長州へ護送された。
下田市ではこの故事から弁天島を「吉田松陰　踏海の企跡」として史跡に指定している（指定年月日：1976年（昭和51年）5月27日）。弁天島には吉田松陰と金子重之輔が身を潜めたという社が現存し、石碑が建てられている。弁天島公園には「踏海の像」が設置されている。